# وصية سليمان
وصية سليمان أو العهد السليماني، هو نص منحول مركب منسوب إلى الملك سليمان، لكنه لا يُعَدُّ من الكتب القانونية لدى اليهود أو المسيحيين. كُتِب النص باللغة اليونانية، مستندًا إلى سوابق تعود إلى بدايات الألفية الأولى بعد الميلاد، لكن من المرجح أنه لم يُستكمل بشكل كامل حتى وقت ما في العصور الوسطى. في أشهر نسخ النص، يصف كيف تمكَّن سليمان من بناء هيكله من خلال التحكم في الشياطين بواسطة خاتم سحري أعطاه له رئيس الملائكة ميخائيل.

## تاريخ الكتابة والمؤلف
تتباين آراء العلماء بشأن تاريخ كتابة وصية سليمان بشكل كبير. تتراوح التواريخ المقترحة لتأليفها بين نهاية القرن الأول الميلادي والعصور الوسطى العليا. كما يُوجد جدل حول ما إذا كانت أصولها مسيحية أم يهودية. في منتصف القرن العشرين، اتفق الباحثون بشكل عام على أنَّ جزءًا كبيرًا من محتوى النص "يعكس اليهودية في القرن الأول في إسرائيل" ويشمل مواد أقدم بكثير من وقت تأليفه. ومع ذلك، اقترح باحثون آخرون، سواء قبل ذلك (مثل إسترين) أو بعد ذلك (مثل شوارتز) حلولاً أخرى استنادًا إلى الأدلة المتنوعة من المخطوطات. وبسبب الأشكال المختلفة للنص، التي أنتجت على مدار قرون من قبل كتبة متميزين، يظل مؤلف النص أو مؤلفوه غير معروفين. كُتِب النص في الأصل باللغة اليونانية ويتضمن مواضيع لاهوتية وسحرية عديدة تتراوح بين المسيحية واليهودية إلى الميثولوجيا اليونانية وعلم التنجيم، مما قد يشير إلى كاتب مسيحي ذو خلفية يونانية.

## المحتويات
عندما كان شيطان يُدعى أورنياس يضايق شابًا (محبوبًا من سليمان) بسرقة نصف أجره وامتصاص حيويته من خلال إبهامه الأيمن، صلّى سليمان في الهيكل وتلقى من الملاك ميخائيل خاتمًا سحريًا يحمل ختم الله (على شكل خماسي الاضلاع) والذي سيمكنه من السيطرة على الشياطين. قام سليمان بإلقاء الخاتم على الشيطان أورنياس، والذي خُتم بالختم وأصبح تحت سيطرته. ثم أمر سليمان الشيطان أورنياس بأخذ الخاتم وطبع أمير الشياطين، بعلزبول، بنفس الطريقة.
بعد أن أصبح بعلزبول تحت أمره، حصل سليمان على جميع الشياطين لتعمل تحت قيادته في بناء الهيكل. يكشف بعلزبول أنه كان في السابق الملاك الأعلى مرتبة في السماء.
في الفصل 18، تظهر شياطين الـ 36 عشرية، بأسماء تبدو في بعض الأحيان تحريفات مقصودة للأسماء التقليدية للعشريات. تدعي شياطين العشريات أنها مسؤولة في الغالب عن مختلف الأمراض والآلام، وتوفر الصيغ السحرية التي يمكن من خلالها طردهم. على سبيل المثال، الشيطان الثالث والثلاثون هو رِيكس أخونيوث الذي يسبب التهاب البلعوم والتهاب اللوزتين ويمكن طرده بكتابة كلمة "ليكورجوس" على أوراق اللبلاب وتجميعها في كومة.
تتضمن المواجهة الأخيرة لسليمان مع الشياطين إرسال صبي خادم يحمل خاتمه للقبض على شيطان الرياح الذي يضايق أرض العرب. يُطلب من الصبي أن يمسك بقربة نبيذ ضد الرياح مع وضع الخاتم أمامها، ثم يربط القربة عندما تمتلئ. ينجح الصبي في مهمته ويعود بالقربة. الشيطان المسجون يسمي نفسه إفِيبَاس، ومن خلال قوته يتم رفع حجر زاوية كان يُعتقد أنه كبير جدًا بحيث لا يمكن رفعه إلى مدخل الهيكل.
بعد ذلك، يقوم إفِيبَاس وشيطان آخر من البحر الأحمر بجلب عمود معجزي مصنوع من مادة أرجوانية (الترجمة غير واضحة) من قاع البحر الأحمر. يكشف هذا الشيطان الأحمر عن نفسه باسم أبيزيثيبود، ويدعي أنه الشيطان الذي دعم السحرة المصريين ضد موسى، والذي قسّى قلب فرعون، ولكنه حوصر مع الجيش المصري عندما عاد البحر وغمرهم حتى جاء إفِيبَاس واستطاعا معًا رفع العمود.
يلي ذلك خاتمة قصيرة يصف فيها سليمان كيف وقع في حب امرأة شونمية، ووافق على عبادة رِمفَان ومولك مقابل الجنس. وافق سليمان على الذبح لهما، ولكنه في البداية ضحى بخمس جرادات ببساطة عن طريق سحقها بيده. فورًا، غادره روح الله، وأصبح غبيًا وأصبح اسمه مزحة للبشر والشياطين على حد سواء. يختم سليمان نصه بتحذير القراء؛ يخبرهم بعدم التخلي عن معتقداتهم من أجل الجنس كما فعل هو.

## الكونيات
في "وصية سليمان"، يُفترض أن الجلد السماوي يتكون من بنية ثلاثية الأقسام، وتُصور الشياطين على أنها قادرة على الطيران إلى ما فوق الجلد السماوي لتتنصت على قرارات الله.

## المواضيع المسيحية
أبرز موضوع مسيحي في النص يظهر خلال مواجهة الملك سليمان مع الشيطان إفِيبَاس. أثناء العمل على بناء الهيكل، يسأل سليمان إفِيبَاس عن الملاك الذي يمنعه من العمل. يجيب الشيطان أن الشيء الوحيد الذي يمكنه حقًا نزع قواه وهزيمته هو رجل سيولد من عذراء ويُصلب على صليب على يد اليهود.

## التأثير اليوناني
أوضح تأثير يوناني يظهر في لقاء سليمان مع سبع شقيقات شياطين. يقدمن أنفسهن للملك ويصفن بيتهن بين النجوم وعلى جبل أوليمبوس. تمثل الشقيقات الشياطين السبع نجوم الثريا من الميثولوجيا اليونانية وعلاقتهن الفلكية.
كما يلتقي سليمان بشيطانة تدعى أوبِزُوث، التي ليس لها أطراف ورأسها مليء بالشعر غير المهذب. يُقال إنها تمثل ميدوسا أو مخلوقًا مشابهًا للغورغون من الميثولوجيا اليونانية.
يذكر الشيطان إنبِسِيجُس للملك سليمان في مرحلة ما خلال بناء الهيكل أنه يمكنه أن يتخذ ثلاث أشكال جسدية مختلفة، إحداها هو كرونوس من التيتان في الميثولوجيا اليونانية. يُصوّر إنبِسِيجُس أيضًا كامرأة ذات ثلاثة أوجه تشبه هيكات، ويرتبط فلكيًا بدائرة القمر.

## التشابه مع التقاليد اليهودية
يذكر التلمود البابلي (في المطلقات 68) قصة مشابهة حيث يستعبد سليمان الأمير الشيطاني أشميداي لبناء الهيكل، ولكنه يتم التخلص منه مؤقتًا على يده.

## الشياطين
العديد من الشياطين التي يواجهها سليمان تأتي من تقاليد يونانية ومصرية ويهودية ومسيحيةو حتى عربية، وغيرها. تتألف معظم "وصية سليمان" من مقابلات سليمان مع هذه الشياطين، وبعضها ذو أشكال بشعة، بما في ذلك واحد ليس له رأس. يظهر بينهم شيطانان يرتبطان بشدة بالجنس - أشميداي من سفر طوبيا، وشيطانة أنثى تُدعى أبِيزُوث، التي تشترك في خصائص مع ليليث، مثل قتل الأطفال حديثي الولادة. معظم الشياطين الأخرى غير معروفة بأسمائها من أعمال أخرى. يُقال إن الشيطان أبِيزثيبُو هو الذي قسّى قلب فرعون، وليس الله.
تظهر الشياطين بترتيب ظهورها على النحو التالي: أورنياس، بعلزبول، أُنوسكِليس، أشميداي، تِفرَاس، الشقيقات السبع النجوم (إشارة إلى الثريا)، الحسد، ربُدُوس، راث، تريبولايوس، أوبِيزُوث، التنين المجنح، إنبِسِيجُس، كونوباستون، "روح شهوانية" غير مسماة، 36 روحًا للعشريات، إفِيبَاس، أبِيزثيبُو.

## قائمة المراجع
- النص

```
 ** ف. ف. فليك، 
Wissenschaftliche Reise durch das südliche Deutschland, Italien, Sicilien und Frankreick
 (الرحلة العلمية عبر جنوب ألمانيا، إيطاليا، صقلية وفرنسا)، الجزء II.iii (لايبزيغ، 1837)، الصفحات 111–140. (متوفر في إعادة طبع في 
Patrologia Graeca
، تحرير 
ج. ب. ميجن
، الصفحات 1315–1358، مع ترجمة لاتينية.)
 ** س. س. ماكاون، 
The Testament of Solomon, edited from manuscripts at Mount Athos, Bologna, Holkham Hall, Jerusalem, London, Milan, Paris and Vienna, with Introduction
 (وصية سليمان، تحرير من مخطوطات في جبل آثوس، بولونيا، هولكهام هول، القدس، لندن، ميلانو، باريس وفيينا، مع مقدمة) (Untersuchungen zum Neuen Testament, Heft 9؛ لايبزيغ، 1922. (الإصدار النقدي القياسي.))
```

- الترجمات الإنجليزية

```
 ** 
"The Testament of Solomon"
, trans. 
F. C. Conybeare
, 
Jewish Quarterly Review
, October, 1898 (الترجمة الإنجليزية).
 ** "Testament of Solomon", trans. D. C. Duling, in 
The Old Testament Pseudepigrapha
 (وصية سليمان، ترجمة د. س. دولينغ، في "الأبوكريفا للعهد القديم")، المجلد 1 (دوبليداي؛ نيويورك، 1983). 
(
ردمك 
0-385-09630-5
)

 ** "The Testament of Solomon", trans. M. Whittaker, in 
The Apocryphal Old Testament
 (وصية سليمان، ترجمة م. ويتاكر، في "العهد القديم الأبوكريفي")، تحرير 
H. F. D. Sparks
 (كلارندون بريس؛ أكسفورد، 1984). 
(
ردمك 
0-19-826166-7
)
 (غلاف صلب) 
(
ردمك 
0-19-826177-2
)
 (غلاف ورقي)
```